# Колодезное (Черноморский район)
Коло́дезное (до 1948 года Ток-Джол; укр. Колодязне, крымскотат. Toq Col, Токъ Джол) — исчезнувшее село в Черноморском районе Республики Крым, располагавшееся на северо-востоке района, в степной части Крыма, примерно в 2 километрах западнее современного села Зоряное.

### Динамика численности населения
| - 1864 год — 32 чел. - 1889 год — 110 чел. - 1892 год — 81 чел. - 1900 год — 65 чел. | - 1915 год — 12/18 чел. - 1926 год — 93 чел. - 1939 год — 118 чел. |

## История
Идентифицировать Ток-Джол среди, зачастую сильно искажённых, названий деревень в Камеральном Описании Крыма… 1784 года пока не удалось, возможно, это Чок Мангытского кадылыка Козловскаго каймаканства. Видимо, во время присоединения Крыма к России население деревни выехало в Турцию, поскольку в ревизских документах конца XVIII — первой половины XIX веков не встречается. После создания 8 (20) октября 1802 года Таврической губернии, Отуз территориально находился в составе Яшпетской волости Евпаторийского уезда.
Военные топографы, в свою очередь, отмечали брошенное поселение на картах: в 1817 году деревня Тогйол обозначена пустующей. На карте 1836 года в деревне 14 дворов, а на карте 1842 года Ток-Джол обозначен условным знаком «малая деревня», то есть, менее 5 дворов.
В 1860-х годах, после земской реформы Александра II, деревню приписали к Курман-Аджинской волости. Когда деревня была заселена вновь неизвестно, но согласно «Памятной книжке Таврической губернии за 1867 год», часть населения деревни Ток-Джол, в результате эмиграции крымских татар, особенно массовой после Крымской войны 1853—1856 годов, выехала в Турцию, а остальные здесь проживают. В «Списке населённых мест Таврической губернии по сведениям 1864 года», составленном по результатам VIII ревизии 1864 года, Ток-Джол — владельческая татарская деревня, с 4 дворами и 32 жителями при колодцах. На трехверстовой карте 1865—1876 года в деревне Ток-Джол также 4 двора. В «Памятной книге Таврической губернии 1889 года», по результатам Х ревизии 1887 года, в деревне Токужал числилось уже 22 двора и 110 жителей. Согласно «…Памятной книжке Таврической губернии на 1892 год», в деревне Ток-Джол, входившей в Отузский участок, был 81 житель в 15 домохозяйствах.
Земская реформа 1890-х годов в Евпаторийском уезде прошла после 1892 года, в результате Ток-Джол приписали к Донузлавской волости.
По «…Памятной книжке Таврической губернии на 1900 год» в деревне числилось 65 жителей в 12 дворах. По Статистическому справочнику Таврической губернии. Ч.II-я. Статистический очерк, выпуск пятый Евпаторийский уезд, 1915 год, в экономии Ток-Джол (некоего Эбубекир-Хатип-оглу) Донузлавской волости Евпаторийского уезда числился 1 двор с татарскими жителями в количестве 12 человек приписного населения и 18 — «постороннего».
После установления в Крыму Советской власти, по постановлению Крымревкома от 8 января 1921 года № 206 «Об изменении административных границ» была упразднена волостная система и образован Евпаторийский уезд, в котором создан Ак-Мечетский район и село вошло в его состав, а в 1922 году уезды получили название округов. 11 октября 1923 года, согласно постановлению ВЦИК, в административное деление Крымской АССР были внесены изменения, в результате которых округа были отменены, Ак-Мечетский район упразднён и село вошло в состав Евпаторийского района. Согласно Списку населённых пунктов Крымской АССР по Всесоюзной переписи 17 декабря 1926 года, в селе Ток-Джол, Керлеутского сельсовета Евпаторийского района, числилось 18 дворов, все крестьянские, население составляло 93 человека, из них 91 татарин, 1 украинец и 1 белорус. Согласно постановлению КрымЦИКа от 30 октября 1930 года «О реорганизации сети районов Крымской АССР», был восстановлен Ак-Мечетский район (по другим данным 15 сентября 1931 года) и село вновь включили в его состав. По данным всесоюзной переписи населения 1939 года в селе проживало 118 человек.
В 1944 году, после освобождения Крыма от фашистов, согласно Постановлению ГКО № 5859 от 11 мая 1944 года, 18 мая крымские татары были депортированы в Среднюю Азию. С 25 июня 1946 года Ток-Джол в составе Крымской области РСФСР. Указом Президиума Верховного Совета РСФСР от 18 мая 1948 года, Ток-Джол переименовали в Колодезное. 26 апреля 1954 года Крымская область была передана из состава РСФСР в состав УССР. С начала 1950-х годов, в ходе второй волны переселения (в свете постановления № ГОКО-6372с «О переселении колхозников в районы Крыма»), в Черноморский район приезжали переселенцы из различных областей Украины. Время включения в состав Кировского сельсовета пока не установлено: на 15 июня 1960 года село уже числилось в его составе. Ликвидировано до 1960 года (согласно справочнику «Крымская область. Административно-территориальное деление на 1 января 1968 года» — в период с 1954 по 1968 годы, как посёлок Кировского сельсовета).